# José Alberto Carvalho
José Alberto dos Santos Carvalho (Penacova, São Pedro de Alva, 12 de dezembro de 1967) é um jornalista e locutor de televisão português. Apresenta atualmente o Jornal Nacional, na TVI.

## Biografia
José Alberto Carvalho nasce a 12 de dezembro de 1967 na Fundação Mário da Cunha Brito, em São Pedro de Alva, filho de Mário Borges Ribeiro de Carvalho (natural de Meda de Mouros) e de sua mulher, Georgina Benido dos Santos (natural de Mouronho), ambos naturais do concelho de Tábua.
Ainda estudante da Escola Superior de Jornalismo do Porto, iniciou-se nas rádios piratas e em rádios locais. Em 1989 está na TSF Rádio Jornal, de onde passa para a Rádio Nova.
De imediato é convidado para a RTP, para apresentar o Jornal da Tarde. Em 1992 torna-se pivot da SIC, regressando à RTP em 2002. Foi diretor de informação da RTP até fevereiro de 2011, e pivot do mais antigo noticiário da televisão portuguesa, o Telejornal. Foi também pivot do programa de "reportagens positivas", 30 Minutos, onde alternava, semanalmente, a apresentação de ambos os espaços com José Rodrigues dos Santos.
José Alberto Carvalho é também professor na Escola Superior de Comunicação Social de Lisboa, onde leciona a disciplina de "Atelier de Jornalismo Digital".
A 24 de fevereiro de 2011, José Alberto Carvalho e a TVI anunciaram o seu ingresso na Estação de Queluz de Baixo como novo Diretor de Informação.
Em 2015, deixou o cargo de Diretor de Informação da TVI para exercer funções de Diretor do Comité Editorial do Grupo Media Capital, empresa que é proprietária da TVI.
Entre 2011 e 2023 apresentou na TVI o Jornal das 8. Desde 2023 que apresenta o seu sucedâneo, o Jornal Nacional, da TVI.

## Prémios
Troféus de Televisão TV 7 Dias/Impala
| Ano  | Prémio                               | Resultado |
| ---- | ------------------------------------ | --------- |
| 2017 | Informação - Jornalista/Apresentador | Venceu    |
| 2019 | Informação - Jornalista/Apresentador | Venceu    |
| 2021 | Informação - Jornalista/Apresentador | Indicado  |

## Vida pessoal
Da sua relação de vários anos com a também jornalista Sofia Pinto Coelho tem duas filhas: Rita Pinto Coelho de Carvalho (Lisboa, Santa Maria de Belém, 21 de dezembro de 1994) e Joana Pinto Coelho de Carvalho (Lisboa, São Domingos de Benfica, 7 de novembro de 1997).
Foi casado com a também jornalista Marta Atalaya, com quem se casou em Alcácer do Sal a 3 de abril de 2004 e de quem tem um filho e uma filha: Duarte Atalaya de Carvalho (Lisboa, 9 de maio de 2005) e Maria Atalaya de Carvalho (Lisboa, 19 de abril de 2009). Separou-se em março de 2013.